# Rumors
Rumors è una farsa scritta da Neil Simon.
Il titolo è traducibile in italiano come Pettegolezzi, di cui il dramma è pieno, alludendo all'ambiguità del mondo della borghesia.

## Trama
Il dramma è ambientato nella casa dei Brock. Per festeggiare i dieci anni di matrimonio, Charley e Myra Brock hanno invitato i loro amici più cari: i coniugi avvocati Ken e Chris Gorman, Leonard (Lenny) Ganz e la moglie Claire, lo psicanalista Ernie e sua moglie Cocca, il cugino Glenn, candidato al Senato, e sua moglie Cassie, estremamente gelosa e nevrotica. Ma quando Chris e Ken arrivano alla casa dei Brock si trovano di fronte a uno spettacolo tremendo: Charley è disteso in camera sua in un lago di sangue, ferito all'orecchio da un colpo d'arma da fuoco; della moglie Myra non c'è alcuna traccia. Come se non bastasse, anche la servitù è scomparsa e la cena non è pronta.
I Gorman preferiscono non far trapelare la notizia, dato che lo scandalo suscitato da un tentato suicidio potrebbe nuocere alla carriera di Charley, vice sindaco di New York. Con l'arrivo degli altri ospiti, tuttavia, tenere nascosta la cosa è sempre più difficile. Le bugie inventate da Ken e Chris hanno il solo risultato di far amplificare i pettegolezzi (rumors, appunto) che circolano su Charley e Myra: si mormora che Myra abbia un amante e che Charley si sia sparato dopo averlo scoperto, o anche che sia Charley stesso ad avere una relazione extraconiugale e che sia stata Myra a sparargli per poi fuggire. Solo Lenny e Claire, la seconda coppia che giunge a casa Brock, intuiscono rapidamente che qualcosa non va e vengono messi al corrente, ma si lasciano persuadere ad appoggiare la fantasiosa versione dei Gorman.
I tentativi per far credere a tutti gli altri che la situazione sia perfettamente normale portano gli invitati ad occuparsi goffamente delle faccende di cucina e gli incidenti si susseguono a complicare le cose: Ken diventa momentaneamente sordo a causa della detonazione della pistola lasciata cadere per sbaglio, Cocca e Ernie si feriscono in cucina, Cassie perde il suo cristallo portafortuna in bagno e aggredisce istericamente Glenn ferendolo lievemente. I pettegolezzi aumentano e non risparmiano nessuno: alcune voci dicono che Lenny e Claire stiano per separarsi, che Glenn abbia un'amante. I contrasti e i litigi si moltiplicano, la confusione cresce fino a diventare un caos incontrollato che culmina alla fine del primo atto.
Il secondo atto si apre con gli invitati che oramai sono tutti al corrente della vicenda. Charley non è tuttavia ancora in grado di spiegare cosa sia successo, quindi gli amici continuano ad assecondare la farsa. Tutto si complica drammaticamente quando alla porta si presenta la polizia, che essi devono affrontare nell'estremo tentativo di difendere la reputazione di Charley e la loro stessa condizione, che oramai li ha resi irrimediabilmente complici. Tutto sembra andare per il meglio e il pericolo pare scampato fino a quando Glenn non si lascia sfuggire stupidamente con la polizia un accenno ai colpi di arma da fuoco. Gli agenti si insospettiscono e vogliono vederci chiaro. Charley non è in condizioni di incontrare la polizia, sicché tocca a Lenny fingersi Charley e affrontarla inventando su due piedi una colossale ed articolata bugia che riesce a dare una spiegazione apparentemente logica che minimizza il suo ferimento e l'assenza di Myra e della servitù. Incredibilmente, gli agenti di polizia vengono persuasi e lasciano la casa. Ma proprio mentre gli amici stanno per incontrare Charley, finalmente in grado di parlare, Myra si manifesta proprio dove il racconto di Lenny l'aveva collocata e il sipario si chiude lasciando intendere che la fantasia di Lenny abbia accidentalmente coinciso con la realtà.